# Townsendia
Townsendia es un género de plantas fanerógamas perteneciente a la familia de las asteráceas. Comprende 49 especies descritas y solo 26 aceptadas.
Son flores silvestres anuales y perennes nativas de América del Norte occidental. Tiene las cabezas de flores en tonos de rosa, púrpura, azul, blanco y amarillo.

## Taxonomía
El género fue descrito por William Jackson Hooker y publicado en Flora Boreali-Americana 2(7): 16, pl. 119. 1834. La especie tipo es Townsendia sericea Hook. 

## Especies seleccionadas
A continuación se brinda un listado de las especies del género Townsendia aceptadas hasta junio de 2012, ordenadas alfabéticamente. Para cada una se indica el nombre binomial seguido del autor, abreviado según las convenciones y usos.
- Townsendia annua Beaman
- Townsendia aprica S.L.Welsh & Reveal
- Townsendia condensata Parry
- Townsendia eximia A.Gray
- Townsendia exscapa (Richardson) Porter
- Townsendia fendleri A.Gray
- Townsendia florifer (Hook.) A.Gray
- Townsendia formosa Greene
- Townsendia glabella A.Gray
- Townsendia grandiflora Nutt.
- Townsendia gypsophila Lowrey & P.J.Knight
- Townsendia hookeri Beaman
- Townsendia incana Nutt.
- Townsendia jonesii (Beaman) Reveal
- Townsendia lepotes (A.Gray) Osterh.
- Townsendia mensana M.E.Jones
- Townsendia mexicana A.Gray
- Townsendia microcephala Dorn
- Townsendia montana M.E.Jones
- Townsendia parryi D.C.Eaton
- Townsendia rothrockii A.Gray ex Rothrock.
- Townsendia scapigera D.C.Eaton
- Townsendia smithii L.M.Shultz & A.H.Holmgren
- Townsendia spathulata Nutt.
- Townsendia strigosa Nutt.
- Townsendia texensis Larsen